# متحف ومعرض برمنغهام للفنون
متحف ومعرض برمنغهام للفنون هو متحف ومعرض للفنون يقع في برمنغهام،إنجلترا.تم افتتاح المتحف في 1885.